# Kościół św. Michała Archanioła w Połajewie
Kościół św. Michała Archanioła w Połajewie – zabytkowy kościół we wsi Połajewo, w powiecie czarnkowsko-trzcianeckim, w województwie wielkopolskim.
Kościół pw. św. Michała Archanioła w Połajewie wzniesiono w latach 1773-1780 w neobarokowym stylu na miejscu dawnego, drewnianego kościoła, dzięki staraniom ówczesnego proboszcza, Jana Antoniego Sawickiego. Jest to świątynia o sklepieniu kolebkowym, trójnawowa. Wnętrze zdobią, m.in. renesansowy tryptyk Mateusza Kossiora z 1572 roku, wczesnobarokowe rzeźby świętych Katarzyny i Barbary z ok. 1620 r., rzeźba św. Józefa, a także obrazy: Jana Pawła II, Narodzenie Pana Jezusa, Najświętszego Serca Pana Jezusa, św. Jana Chrzciciela oraz papieża Piusa VI. W kościele znajdują się dziewiętnastowieczne organy, które w 1873 roku zdobyły medal na wystawie światowej w Wiedniu. Ołtarz i ambona współczesne, pochodzą z lat pięćdziesiątych XX wieku. Kościelna wieża pochodzi z 1907 roku, a w niej znajduje się dzwon Święty Michał, ufundowany przez proboszcza Jana George'a. Dzwon, który podczas II wojny światowej został wywieziony do Niemiec, powrócił do połajewskiego kościoła w latach pięćdziesiątych.
Przed kościołem stoi granitowy pomnik pochodzącego z Połajewa arcybiskupa Walentego Dymka. 
Na przykościelnym cmentarzu znajdują się dwie zabytkowe kaplice z początku XX wieku.
W okresie II wojny światowej kościół był zamknięty dla wiernych. Msze mogły odbywać się wyłącznie w niedziele. 
Kościół należy do dekanatu czarnkowskiego archidiecezji poznańskiej.